# Połonky
Połonky (ukr. Полонки) – wieś na Ukrainie, w obwodzie czernihowskim, w rejonie pryłuckim, w hromadzie Łynowycia. W 2001 liczyła 339 mieszkańców, spośród których 325 wskazało jako ojczysty język ukraiński, 13 rosyjski, a 1 białoruski.